# Wilhelm Hill (Wirtschaftswissenschaftler)

Wilhelm Hill, 1960
(Foto: Herbert Maeder)

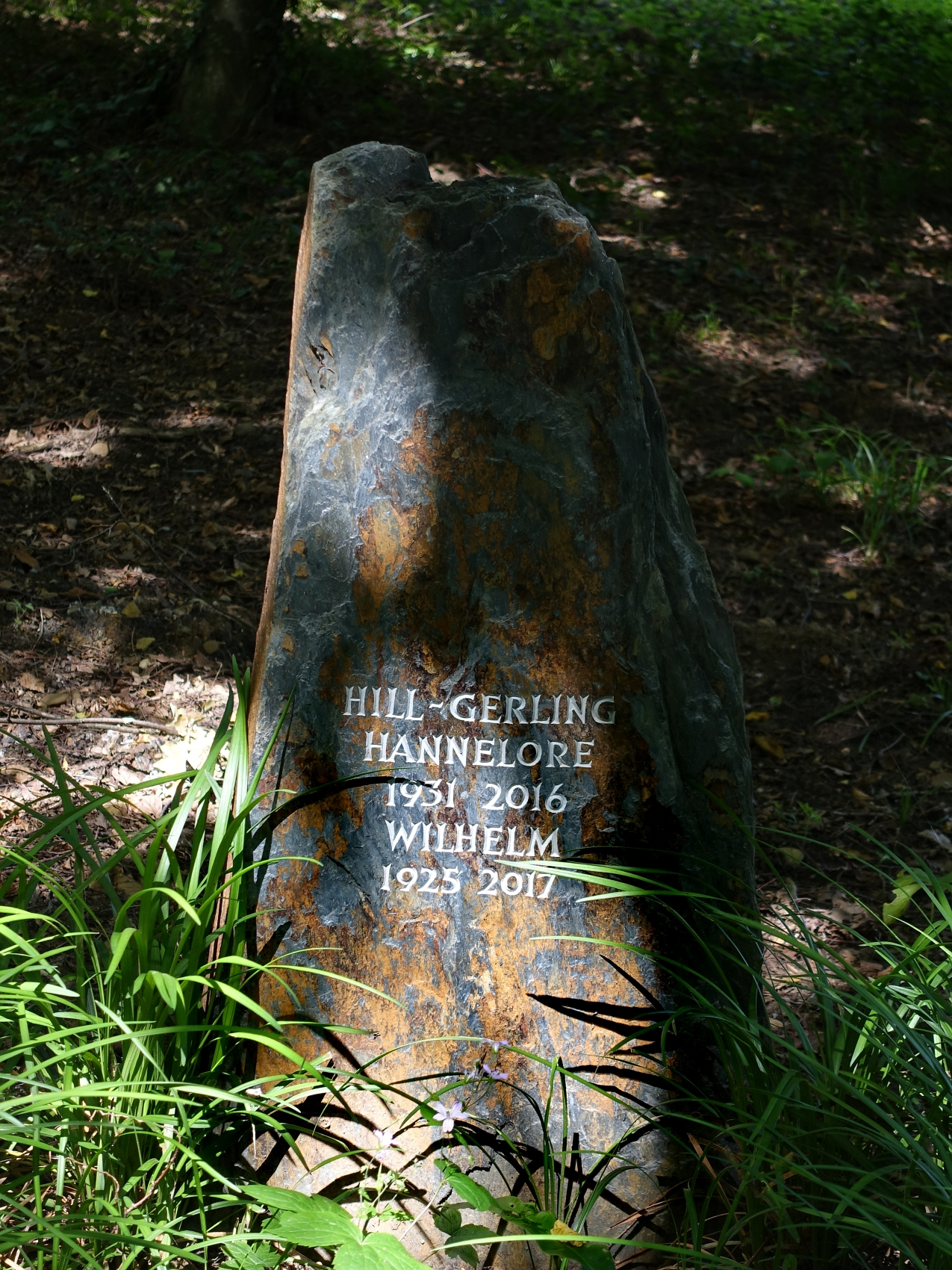
Grab, Friedhof Oberwil

Wilhelm Hill (* 16. Juli 1925 in Dortmund; † 30. August 2017 in Binningen, Kanton Basel-Landschaft) war ein deutsch-schweizerischer Betriebswirt.

## Leben
Hill studierte von 1943 bis 1945 Wirtschaftswissenschaft an der Eberhard Karls Universität Tübingen. 1944 wurde er Mitglied der SC-Kameradschaft „Theodor Körner“, die im Wesentlichen vom Corps Franconia Tübingen getragen wurde. Ab 1947 war er Lizentiat an der Handelshochschule St. Gallen (HSG), an der er 1952 zum Dr. oec. HSG promoviert wurde. 1953/54 leitete er eine Nahrungsmittelfabrik. 1956 habilitierte er sich in St. Gallen über die Methodologie der Betriebswirtschaftslehre. Als Privatdozent und a.o. Professor (1959) lehrte er von 1957 bis 1960 an der HSG. Nachdem er 1961 an der Harvard Business School gewesen war, kehrte er 1962 als Ordinarius für Finanz- und Rechnungswesen an die HSG zurück. Zugleich war er stellvertretender Direktor des Instituts für Betriebswirtschaft. 1965 wechselte er an die Universität Basel. Hier gründete er das BWL-Institut, dem er bis 1994 vorstand. Von 1973 bis 1974 war er Dekan der Philosophisch-Historischen Fakultät und von 1984 bis 1986 Rektor der Universität Basel. 1994 wurde er emeritiert. Er war Mitglied der Expertenkommission zur Totalrevision der  Bundesverfassung der Schweizerischen Eidgenossenschaft. Von 1991 bis 1999 war er Trustee des Asian Institute of Technology in Bangkok und des Swiss AIT Management Development Program in Vietnam. Wilhelm Hill starb 2017 mit 92 Jahren in Binningen bei Basel.

## Ehrungen
- Dr. rer. pol. h. c. der Universität Freiburg (Schweiz) (1982)

## Werke
- Betriebswirtschaftslehre als Wissenschaft. Zürich; St. Gallen: Polygraphischer Verlag 1957. (Sankt Galler Wirtschaftswissenschaftliche Forschungen; 13).
- mit Hans Ulrich und Beat R. Kunz: Brevier des Rechnungswesens. Bern: Haupt 1958. 8. Aufl. 1994, ISBN 978-3-258-05032-4.
- mit Emil Gsell, Hans Ulrich und Robert Staerkle: Die St. Galler Hochschule. 1963. (Sondernummer der Schweizerischen Zeitschrift für Betriebswirtschaft Die Unternehmung).
- Brevier der Unternehmungsfinanzierung. Bern: Haupt; Köln; Opladen: Westdeutscher Verlag 1967. (Praktische Betriebswirtschaft; 5).
- Marketing, 2 Bde. Bern: Haupt 1971. (UTB; 84–85). 6. Aufl. 1988.
- mit P. Ulrich und R. Fehlbaum: Organisationslehre, 2 Bde. Bern: Haupt 1974. (UTB; 259, 365). 5. Aufl. 1994. ISBN 978-3-258-03996-1.
- Die Qualität der Universität. Rektoratsrede, gehalten an der Jahresfeier der Universität Basel am 29. November 1985. Basel: Helbing & Lichtenhahn 1985. ISBN 3-7190-0939-4. (Basler Universitätsreden; 79).
- mit Ignaz Rieser: Marketing-Management. Bern: Haupt 1990, ISBN 3-258-04144-X. 2. Aufl. 1994, ISBN 978-3-8252-8048-2.
- mit Peter Attiger, Urs Bumbacher und Fabian Ziegler: Dienstleistungsunternehmen im internationalen Wettbewerb. Frankfurt am M.; Berlin; Bern: Lang 1995. ISBN 978-3-906753-81-2.